# Ferrovia Parigi-Strasburgo
La ferrovia Parigi-Strasburgo (in francese Ligne de Paris-Est à Strasbourg-Ville) è un'importante linea ferroviaria posta nel Nord-Est della Francia. Servendo importanti città, quali Parigi, Châlons-en-Champagne, Commercy, Toul, Nancy, Saverne e Strasburgo.

## Storia
La ferrovia è stata aperta a tratte dal 1849 al 1852.
La guerra franco-prussiana, terminata nel 1871 con una pesante sconfitta per la Francia, portò alla cessione dell'Alsazia e della Mosella. La parte corrispondente della linea, e parte della rete della Compagnie des chemins de fer de l'Est, divennero sotto il controllo tedesco nell'ambito di una specifica amministrazione, Kaiserliche Generaldirektion der Eisenbahnen in Elsass-Lothringen (lett. Direzione generale imperiale delle ferrovie dell'Alsazia-Lorena, abbreviato Elsass-Lothringen, EL), che impone i suoi standard tecnici, compreso il traffico sulla destra. Una stazione di confine tedesca è costruita a Nouvel-Avricourt, a spese della Francia. Venne completato nel 1875.
Dopo la vittoria francese nel 1918, la sezione tra Nouvel-Avricourt e Strasburgo è gestito dall'Amministrazione delle ferrovie dell'Alsazia e della Lorena (abbreviato in Alsazia-Lorena, AL); il traffico a destra è mantenuto sulla rete ferroviaria Alsazia-Lorena, un cavalcavia è stato costruito tra Héming e Sarrebourg.
Da parte di una rettifica dei confini tra le reti della Compagnie Chemins de fer de l'Est e Amministrazione delle ferrovie dell'Alsazia e della Lorena, venne firmato un accordo il 1º Ottobre 1930 tra il Ministro opere pubbliche e le società, in base al quale lo stato assegna all'Amministrazione delle ferrovie dell'Alsazia e della Lorena la concessione del tratto di linea tra Nouvel-Avricourt (ex confine) e Igney - Avricourt. Questa convenzione è approvata dalla legge dell'8 luglio 1933.
La linea fu elettrificata in corrente alternata a 25 kV – 50 Hz V tra il 1956 al 1962.

## Percorso
| Head station |

| Unknown route-map component "CONTgq" | Unknown route-map component "ABZg+r" |  |

| Unknown route-map component "eBHF" |

|  | Unknown route-map component "ABZg+l" | Unknown route-map component "STR+r" |

|  | Unknown route-map component "CONTgq" | Unknown route-map component "KRZo" | Unknown route-map component "ABZql" | Unknown route-map component "CONTfq" |

| Unknown route-map component "hKRZWae" |

|  | Unknown route-map component "eABZg+l" | Unknown route-map component "exCONTfq" |

| Station on track |

| Unknown route-map component "hKRZWae" |

|  | Unknown route-map component "ABZg+l" | Unknown route-map component "CONTfq" |

| Station on track |

| Unknown route-map component "CONTgq" | Unknown route-map component "ABZgr" |  |

| Station on track |

|  | Unknown route-map component "ABZgl" | Unknown route-map component "CONTfq" |

| Stop on track |

| Stop on track |

| Stop on track |

| Stop on track |

| Stop on track |

|  | Unknown route-map component "ABZgl" | Unknown route-map component "CONTfq" |

| Stop on track |

| Unknown route-map component "hKRZWae" |

| Enter and exit tunnel |

| Unknown route-map component "CONTgq" | Unknown route-map component "KRZu" | Unknown route-map component "CONTfq" |

| Unknown route-map component "CONTgq" | Unknown route-map component "ABZg+r" |  |

| Station on track |

| Unknown route-map component "hKRZWae" |

| Station on track |

| Unknown route-map component "hKRZWae" |

| Station on track |

|  | Unknown route-map component "ABZgl" | Unknown route-map component "CONTfq" |

| Enter and exit tunnel |

| Unknown route-map component "hKRZWae" |

| Station on track |

| Station on track |

| Unknown route-map component "hKRZWae" |

| Unknown route-map component "hKRZWae" |

| Enter and exit tunnel |

| Unknown route-map component "hKRZWae" |

| Station on track |

| Station on track |

| Enter and exit tunnel |

| Station on track |

| Station on track |

| Station on track |

| Station on track |

| Station on track |

| Station on track |

| Station on track |

|  | Junction both to and from left | Unknown route-map component "CONTfq" |

| Station on track |

| Station on track |

| Station on track |

|  | Unknown route-map component "ABZg+l" | Unknown route-map component "CONTfq" |

| Station on track |

| Station on track |

| Unknown route-map component "CONTgq" | Unknown route-map component "ABZgr" |  |

| Station on track |

| Station on track |

| Unknown route-map component "hKRZWae" |

| Unknown route-map component "CONTgq" | Unknown route-map component "ABZg+r" |  |

| Station on track |

| Station on track |

| Unknown route-map component "CONTgq" | Unknown route-map component "ABZgr" |  |

| Station on track |

| Station on track |

| Station on track |

| Station on track |

| Station on track |

| Station on track |

| Station on track |

| Station on track |

|  | Unknown route-map component "eABZg+l" | Unknown route-map component "exCONTfq" |

| Station on track |

|  | Junction both to and from left | Unknown route-map component "CONTfq" |

| Station on track |

| Unknown route-map component "hKRZWae" |

| Unknown route-map component "exCONTgq" | Unknown route-map component "eABZgr+r" |  |

| Station on track |

| Enter and exit tunnel |

| Station on track |

| Unknown route-map component "CONTgq" | Unknown route-map component "ABZgr+xr" |  |

| Enter and exit tunnel |

| Station on track |

| Unknown route-map component "CONTgq" | Junction both to and from right |  |

| Station on track |

| Unknown route-map component "exCONTgq" | Unknown route-map component "eABZgr" |  |

| Unknown route-map component "hKRZWae" |

| Station on track |

| Unknown route-map component "hKRZWae" |

| Station on track |

| Unknown route-map component "hKRZWae" |

|  | Junction both to and from left | Unknown route-map component "CONTfq" |

| Station on track |

|  | Unknown route-map component "eABZg+l" | Unknown route-map component "exCONTfq" |

| Station on track |

| Station on track |

| Station on track |

| Unknown route-map component "CONTgq" | Unknown route-map component "ABZgr" |  |

| Station on track |

| Unknown route-map component "hKRZWae" |

| Station on track |

| Station on track |

| Station on track |

| Unknown route-map component "CONTgq" | Unknown route-map component "ABZg+r" |  |

| Station on track |

| Unknown route-map component "CONTgq" | Unknown route-map component "ABZgr" |  |

| Station on track |

| Unknown route-map component "hKRZWae" |

| Unknown route-map component "hKRZWae" |

| Station on track |

| Unknown route-map component "CONTgq" | Unknown route-map component "ABZgr" |  |

| Station on track |

| Station on track |

| Station on track |

| Unknown route-map component "exCONTgq" | Unknown route-map component "eABZgr" |  |

| Unknown route-map component "eBHF" |

|  | Unknown route-map component "eABZgl+l" | Unknown route-map component "exCONTfq" |

| Unknown route-map component "eHST" |

| Unknown route-map component "eHST" |

| Unknown route-map component "hKRZWae" |

| Unknown route-map component "eHST" |

| Station on track |

| Unknown route-map component "eHST" |

| Unknown route-map component "FOWl" |

| Unknown route-map component "exCONTgq" | Unknown route-map component "eABZg+r" |  |

| Station on track |

|  | Junction both to and from left | Unknown route-map component "CONTfq" |

| Station on track |

|  | Unknown route-map component "eABZgl" | Unknown route-map component "exCONTfq" |

| Enter and exit tunnel |

| Station on track |

| Unknown route-map component "hKRZWae" |

| Enter and exit tunnel |

| Station on track |

| Enter and exit tunnel |

| Enter and exit tunnel |

| Enter and exit tunnel |

| Unknown route-map component "eBHF" |

| Enter and exit tunnel |

| Station on track |

| Unknown route-map component "exCONTgq" | Unknown route-map component "eABZgr+r" |  |

| Station on track |

| Station on track |

|  | Unknown route-map component "eABZgl" | Unknown route-map component "exCONTfq" |

| Station on track |

| Unknown route-map component "exCONTgq" | Unknown route-map component "eKRZu" | Unknown route-map component "exCONTfq" |

| Station on track |

| Station on track |

| Station on track |

|  | Unknown route-map component "ABZgxl+l" | Unknown route-map component "CONTfq" |

| Station on track |

| Station on track |

| Station on track |

|  | Unknown route-map component "ABZg+l" | Unknown route-map component "CONTfq" |

| Unknown route-map component "CONTgq" | Unknown route-map component "ABZg+r" |  |

| Station on track |

| Station on track |

| Station on track |

|  | Unknown route-map component "ABZgl" | Unknown route-map component "CONTfq" |

| Unknown route-map component "CONTgq" | Unknown route-map component "ABZgr" |  |

|  | Unknown route-map component "ABZg+l" | Unknown route-map component "CONTfq" |

| Station on track |

| Unknown route-map component "CONTgq" | Unknown route-map component "ABZgr" |  |

| Continuation forward |